# Valbona Imami
Valbona Imami (ur. 14 maja 1975 w Tiranie) – albańska aktorka.

## Życiorys
W 1997 ukończyła studia na wydziale aktorskim Instytutu Sztuk w Tiranie. w 2001 rozpoczęła pracę na macierzystej uczelni jako wykładowca. Od 2002 aktorka występuje na deskach Teatru Narodowego w Tiranie. Wystąpiła w trzech filmach fabularnych i w jednym serialu telewizyjnym.
Jest mężatką (mąż Amerykanin Evan Scott Thomas jest ekonomistą). Mieszka w Stanach Zjednoczonych i w Nigerii.

## Role filmowe
- 2002: Njerëz dhe Fate jako Lola
- 2004: Ishte koha për dashuri jako siostra
- 2006: Gjoleka, djali i abazit jako tajemnicza kobieta
- 2008: Sekretet jako Ana